# Kecamatan Lumbis
Kecamatan Lumbis (indonesiska: Lumbis) är ett distrikt i Indonesien.   Det ligger i provinsen Kalimantan Utara, i den norra delen av landet, 1 600 km nordost om huvudstaden Jakarta.